# Pygopleurus medius
Pygopleurus medius är en skalbaggsart som beskrevs av Rudolph Petrovitz 1957. Pygopleurus medius ingår i släktet Pygopleurus och familjen Glaphyridae. Inga underarter finns listade i Catalogue of Life.